# Новониколаевка (Бейский район)
Новоникола́евка — деревня в Бейском районе Хакасии, расположена на левом берегу р. Енисей (до Енисея 11 км.) у подножья Западного Саяна в 35 км на юго-восток от райцентра — с. Бея и в 70 км от столицы Хакасии Абакана.
Число хозяйств — 240, население — 692 чел. (01.01.2003), в том числе русские, украинцы, хакасы, белорусы, немцы, чуваши, буряты.
Новониколаевка основана крестьянами-переселенцами из центральных губерний России. В 1907 году выделен земельный надел для деревни Усть-Калы (первоначальное название). В 1918 году деревню переименовали в Новониколаевку. Тогда же образован колхоз «Победа» (в 1957 году — ферма совхоза «Новониколаевский»).
В селе находятся средняя общеобразовательная школа, библиотека, дом культуры, больница.
В 4 км расположено озеро Красное.

## Население
| 2002 | 2010 |
| ---- | ---- |
| 620  | ↘535 |